# Ering
Ering település Németországban, azon belül Bajorországban. Lakosainak száma 1850 fő (2023. december 31.). Ering Stubenberg, Kößlarn, Malching, Mining és Sankt Peter am Hart községekkel határos.

## Népesség
A település népessége az elmúlt években az alábbi módon változott:
| Lakosok száma | 1316 | 1300 | 2045 | 2157 | 1845 | 1769 | 1769 | 1795 | 1818 | 1850 |
|               | 1871 | 1900 | 1950 | 1970 | 1987 | 2013 | 2015 | 2017 | 2021 | 2023 |